# Jonas Hvideberg
Jonas Iversby Hvideberg (Rolvsøy, 9 febbraio 1999) è un ciclista su strada norvegese, professionista dal 2022, che corre per l'Uno-X Mobility. Nel 2020 è stato campione europeo Under-23 in linea.

## Palmarès
- 2017 (Juniores)

1ª tappa Internationale Niedersachsen-Rundfahrt der Junioren (Wallenhorst > Wallenhorst)
- 2019 (Uno-X Norwegian Development Team)

3ª tappa Tour te Fjells (Storefjell > Storefjell)
- 2020 (Uno-X Pro Cycling Team)

Campionati europei, prova in linea Under-23
- 2021 (Uno-X Pro Cycling Team)

Parigi-Tours Espoirs

### Altri successi
- 2017 (Juniores)

Classifica a punti Trofeo Karlsberg

## Piazzamenti

### Grandi Giri
- Giro d'Italia

2023: 116º
- Vuelta a España

2022: 110º

### Classiche monumento
- Milano-Sanremo

2024: 134º
- Giro di Lombardia

2023: 108º

### Competizioni mondiali
- Campionati del mondo

Bergen 2017 - In linea Junior: 71º
Yorkshire 2019 - In linea Under-23: 97º

### Competizioni europee
- Campionati europei

Herning 2017 - In linea Junior: 83º
Alkmaar 2019 - In linea Under-23: 43º
Plouay 2020 - In linea Under-23: vincitore
Drenthe 2023 - In linea Elite: 78º